# 규례
규례(規例, by-law)는 높은 권위가 있는 기관에서 제공 또는 허락하는 범위 안에서 한 조직 또는 공동체가 스스로 규제하는 법이다. 그 높은 권위의 기관은 대체로 입법부나 그밖의 정부기관임으로 규례의 영향력과 성격을 결정한다. 규례는 영리적인 기업, 근린조직, 그리고 관할권에 따라 지방 자치체에서 만들 수 있다.